# Eupoecilaema notatum
Eupoecilaema notatum is een hooiwagen uit de familie Cosmetidae.